# Витли (кратер)
Кратер Витли је ударни метеорски кратер на површини планете Венере. Налази се на координатама 16,6° северно и 92,0° западно (планетоцентрични координатни систем +Е 0-360) и са пречником од 74,8 км међу већим је кратерима на површини ове планете.
Кратер је име добио према америчкој песникињи и првој афроамериканки чија је књига штампана на територији Сједињених Држава Филис Витли (1753—1784), а име кратера је 1994. усвојила Међународна астрономска унија.